# Palit Microsystems

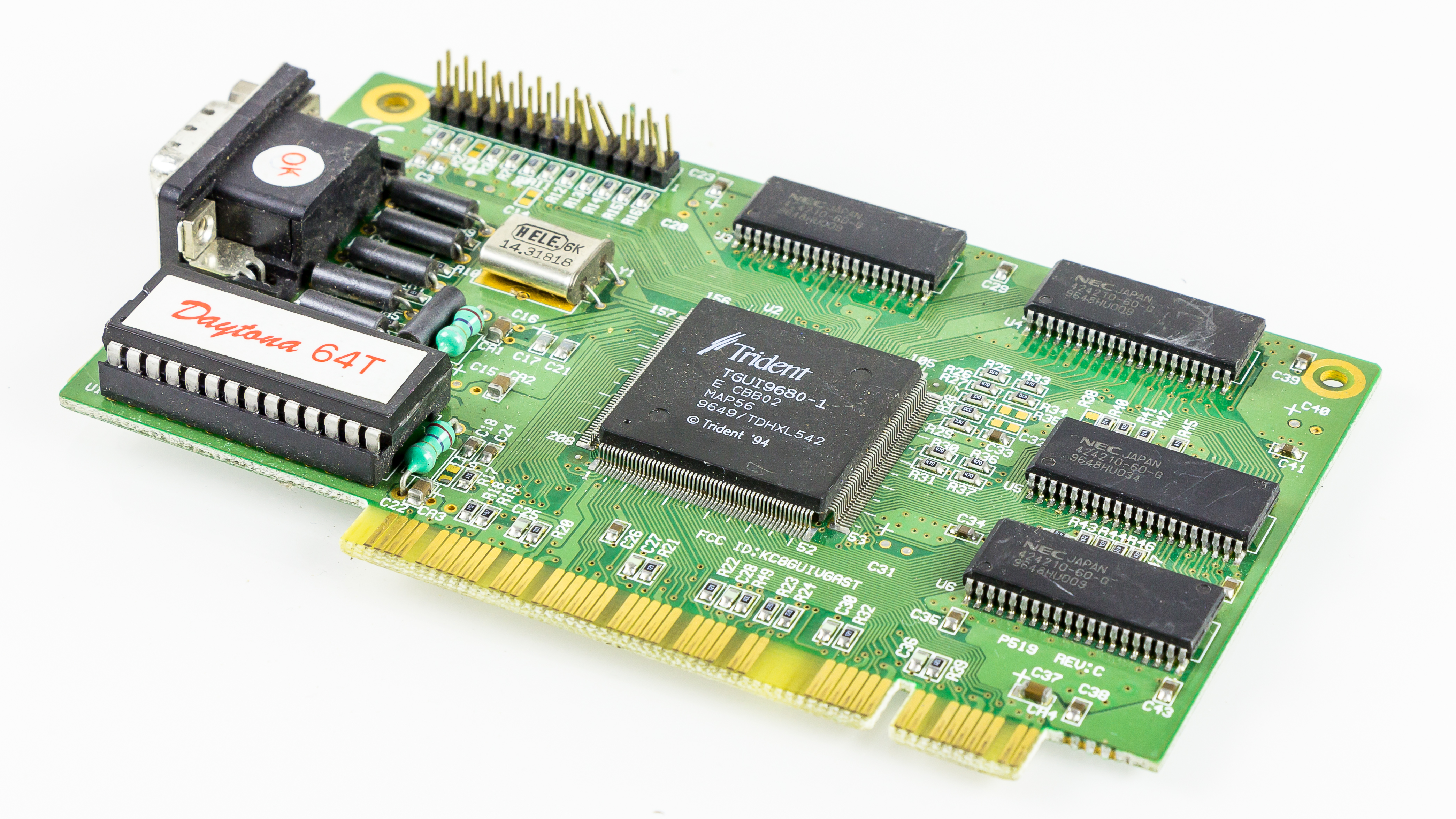
Grafikkarte von Palit Microsystems

Palit Microsystems, Ltd. (chinesisch 同德股份有限公司) ist ein Computerhardware-Hersteller mit Hauptsitz im taiwanesischen Taipeh, der sich auf die Produktion und Entwicklung leistungsstarker Grafikkarten spezialisiert hat, die vor allem bei Computerspielen Einsatz finden.

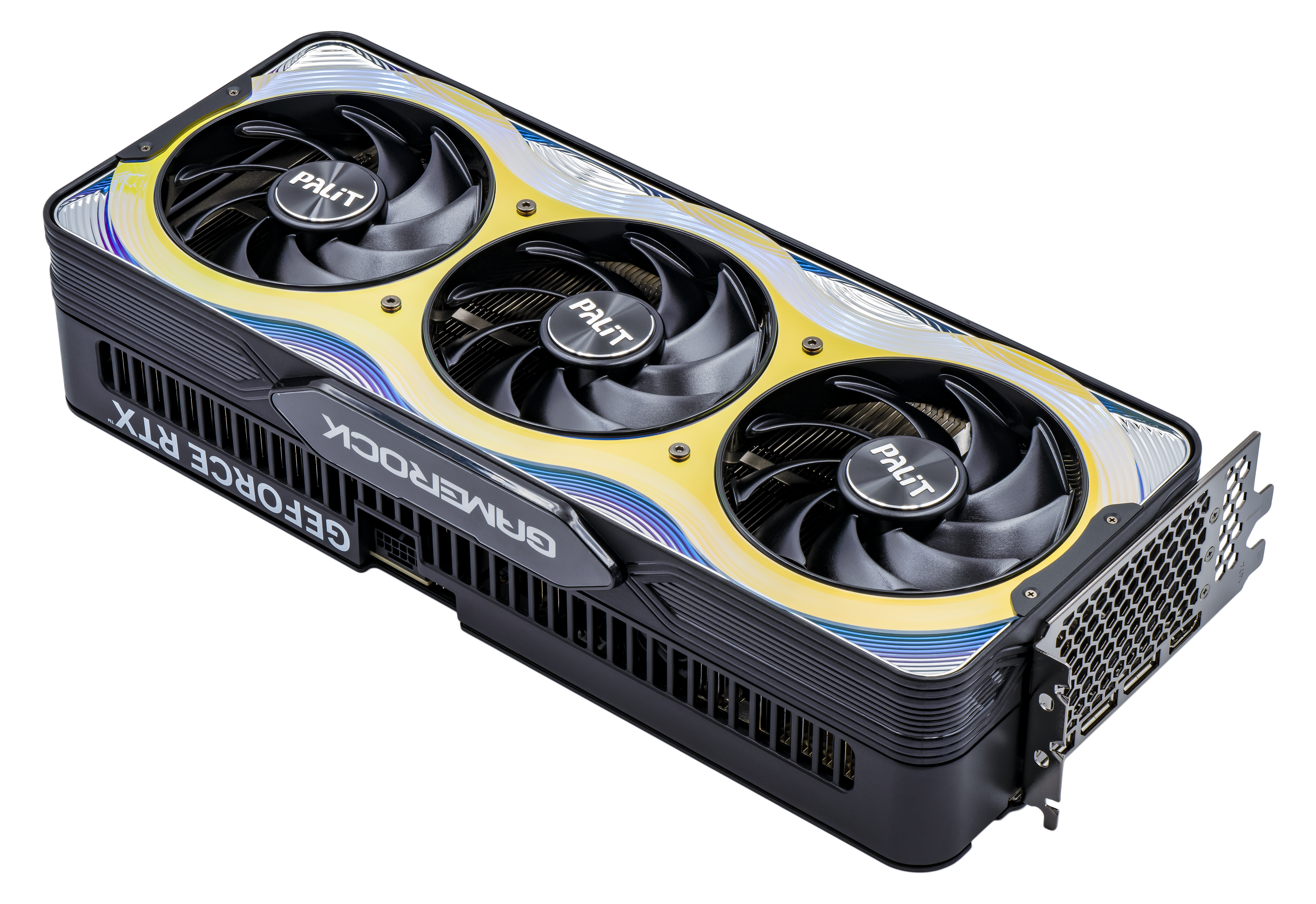
Palit GeForce RTX 5090 Gamerock; basierend auf NVIDIA-Grafikprozessor

Das Unternehmen wurde 1988 von Li Shilong gegründet und betreibt neben seinen zwei Hauptmarken Palit und Gainward auch weitere wie Daytona, Galaxy (GALAX), Vivkoo, Yuan, KFA2 und XpertVision. Es ist laut eigener Aussage „NVIDIA's größter autorisierter Add-in-Board Partner“. Es stellt quasi keine Produkte basierend auf AMDs Radeon-Grafikchips mehr her. 2013 überholte das Unternehmen Asus als Hersteller von Grafikkarten mit dem größten Marktanteil und avancierte damit zum weltweit größten Grafikkartenauslieferer. Laut Schätzungen stellte Palit Microsystems 2011 für 20 bis 25 % des Weltmarktes diskrete Grafiklösungen her. Auf dem russischen Markt belief sich der Marktanteil dabei auf mehr als 40 %, in der Ukraine waren es etwa 30 %.
Die Logistikzentrale befindet sich in Hongkong, die Forschung und Entwicklung findet in einer eigenen Abteilung im Hauptsitz in Taiwan, die Produktion in Shenzhen, statt. Des Weiteren befindet sich eine Niederlassung in Willich in Deutschland.